# Твангсте
Задовго до заснування Кенігсберга Твангсте або Тувангсте (лит.: Tvangstė, Tvanksta) називався прусський замок на північ від острова Прегель. Під його захистом лежало рибальське село Ліпнік (пізніший Фішдорф) з якорною стоянкою та села Трагхайм і Закхайм, розташовані на території району в центрі сучасного Калінінграда.
Поруч з валами любекські купці заснували купецьке поселення в 1242 році. Тут перетиналася траса Бурштинового шляху з куршською та литовською дорогами.
Топонім Twangste, також Tuwangste, Twangst, Twongst, Twoyngst, стосувався території поселення, яке пізніше було розташоване в районі Кенігсберга. Назва вказує на близькість до Нижнього пруда: прусське «tuwi, tauwan»: близьке до «tuwangste»: ставок. Литовські лінгвісти трактують назву як «ставок з дамбою». У попередні роки цей ставок мав відкритий стік до Преголі.